# Rhyparographie
Le terme rhyparographie (du grec ancien : ῥυπαρός : sale, ordurier, et γράφειν - dessiner) désigne dans la peinture de la Grèce antique et de Rome un sous-genre relatif au quotidien, avec pour représentation principale des objets ordinaires, sordides ou méprisables.
Pline l'Ancien cite « les artistes dont le pinceau s’est illustré dans des genres picturaux mineurs (minores picturae). Parmi eux il y a Piraeicus : bien qu’il fût inférieur à peu de peintres sur le plan de l’art, je ne sais si, par son choix délibéré, il ne s’est pas fait du tort, puisque, tout en se bornant à des sujets bas (humilia), il n’en a pas moins atteint dans le genre le sommet de la gloire. Il a peint des boutiques de cordonniers, des ânes, des comestibles et d’autres sujets du même ordre – il fut pour cela surnommé rhyparographos –, faisant montre en cela d’un choix fort habile, car le prix de tels tableaux monta bien plus que les très grandes compositions de nombreux maîtres », ; Pline oppose ce genre à la mégalographie (la peinture de sujets nobles et élevés). 
Le terme rhyparographe est utilisé en histoire de l'art pour désigner notamment les peintres flamands représentant des sujets de la vie quotidienne ou certaines formes d'art contemporain,.